# RTX
RTX is een Brits merk van motorfietsen dat trial-, cross- en enduromodellen maakt. Ze worden geleverd met 125- en 212 cc tweetaktmotoren. De machines voor de Amerikaanse markt worden in Canada geassembleerd.